# ストックホルム南総合病院
ストックホルム南総合病院（ストックホルムみなみそうごうびょういん、スウェーデン語: Södersjukhuset）は、スウェーデン最大規模の病院である。
性犯罪被害者の診療やカウンセリングを担う「レイプ緊急センター」を有し、年中無休24時間体制で受け入れている。利用料金は無料、プライバシーや相談内容などの秘密は厳守され、犯罪捜査の裏付けとなる客観的証拠の確保に必要な検査キットもある。年平均600人から700人の被害者女性のケアにあたっており、2015年10月からは男性被害者にも門戸が開かれている。